# Ausviga
Ausviga (eller Ausvika) är en tidigare tätort i Kristiansands kommun i Agder fylke i södra Norge. Orten ligger vid fylkesväg 3972 och Skagerrak, vid sidan av Europaväg 39 och fylkesväg 439, mellan städerna Kristiansand och Mandal.
Sedan 2019 räknas bebyggelsen i orten som en del av tätorten Søgne.
Tidigare har orten tillhört dåvarande Søgne kommun.